# Anthrax obliqua
Anthrax obliqua är en tvåvingeart som först beskrevs av Macquart 1834.  Anthrax obliqua ingår i släktet Anthrax och familjen svävflugor. Inga underarter finns listade i Catalogue of Life.